# Kingweston
Kingweston est une paroisse civile et un village du Somerset, en Angleterre.